# الرياضة في فنلندا

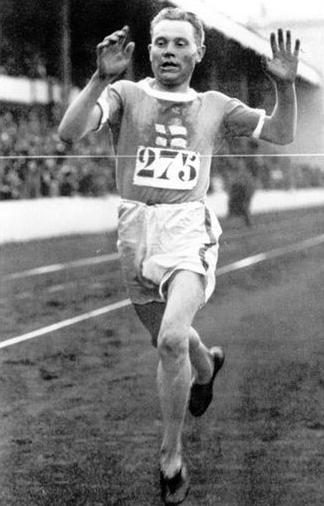

تعتبر الرياضة هواية وطنية في فنلندا ويحضر العديد من الفنلنديين الأحداث الرياضية المختلفة بانتظام. على الرغم من أن أشهر أشكال الرياضة من حيث البث التلفزيوني والتغطية الإعلامية هي لعبة هوكي الجليد والفورمولا 1 لكن البيسبول هي الرياضة الوطنية في فنلندا. يأتي سباق عربات الأحصنة بعد هوكي الجليد مباشرة في تعداد المتفرجين.
تشتمل الأنشطة الترفيهية الأكثر شعبية في فنلندا على لعبة كرة الأرض والمشي باستخدام أعمدة السير والجري والتزلج.

## الرياضات الشعبية في فنلندا

### ألعاب القوى
كانت ألعاب القوى جزءًا تاريخيًا مهمًا من تاريخ الرياضة الفنلندية. قيل إن هانس كولهماينن «وضع فنلندا على الخريطة العالمية» في الألعاب الأولمبية الصيفية لعام 1912، ومن الألعاب الأولمبية الصيفية عام 1920 إلى الحرب العالمية الثانية، كانت فنلندا ثاني أكثر الدول نجاحًا في ألعاب القوى، إذ تمكنت الولايات المتحدة فقط من جمع ميداليات أكثر منها في الألعاب الأولمبية. يُعتبر رمي الرمح الحدث الوحيد الذي نجحت فيه فنلندا منذ بداية القرن العشرين وحتى يومنا هذا. بالتالي، يُعد حاليًا الحدث الرياضي الأكثر شعبية في فنلندا.

### الباندي
لُعبت الباندي في جميع أنحاء فنلندا، وكانت أول رياضة جماعية تمتلك بطولة وطنية في فنلندا، ما يزال البانديليخيا (دوري لعبة الباندي) يحظى بشعبية حتى الآن. فازت فنلندا ببطولة العالم في لعبة الباندي عام 2004. تتكون اللعبة من فريقين هدفهما وضع الكرة في مرمى الفريق المنافس. تُلعب اللعبة على الجليد، مع ارتداء الفريقين للزلاجات. تُعد الباندي ثاني أكبر الرياضات الشتوية في العالم من حيث الرياضيين المرخصين. تُعد الرابطة الباندية في فنلندا (الاتحاد الفنلندي لكرة الباندي) الهيئة المسؤولة عن رياضة الباندي في فنلندا.

### كرة السلة
حظيت الرياضة على اهتمام كبير من الجمهور عندما شاركت فنلندا في كأس العالم لكرة السلة 2014 للمرة الأولى في تاريخها، إذ سافر أكثر من 8000 مشجع لكرة السلة إلى إسبانيا من أجل دعم فريقهم. عمومًا، احتاجوا أكثر من 40 طائرة من أجل نقلهم.
مثلما هو الحال في العديد من البلدان من جميع أنحاء العالم، أظهرت فنلندا بعض التحسن في أساسيات احتراف لعبة كرة السلة مؤخرًا. يرسل الدوري الفنلندي لكرة السلة فرقه إلى المسابقات الأوروبية واستقطب أيضًا عددًا متزايدًا من المواهب خاصة من أمريكا الشمالية ومن جنوب شرق أوروبا أيضًا.

### كرة الأرض
تعتبر لعبة كرة الأرض رياضة شعبية في فنلندا إذ كانت واحدة من الدول الثلاث المؤسسة للاتحاد الدولي لكرة الأرض. فاز منتخب فنلندا لكرة الأرض للرجال ببطولات العالم لكرة الأرض في الأعوام 2008 و2010 و2016 و2018، ما جعل كرة الأرض الرياضة الجماعية الوحيدة التي دافعت فيها فنلندا عن لقبها كبطلة للعالم، احتلت أيضًا المركز الثاني في أعوام 1996 و2000 و2002 و2006 و2012 و2014.
استضافت فنلندا بطولة العالم لكرة الأرض للرجال في عامي 2002 و2010 وستستضيفها مرة أخرى في عام 2020. تُلعب اللعبة على غرار لعبة الهوكي على الأرض، إذ تضم خمسة لاعبين وحارس مرمى لكل فريق. تُلعب اللعبة داخل صالات خاصة سواء كانت للرجال أو النساء باستخدام عصي بطول 95 إلى 115.5 سم مع كرة بلاستيكية. تمتد اللعبة على ثلاثة أشواط بمعدل عشرين دقيقة لكل شوط.

### كرة القدم
على عكس معظم الدول الأوروبية، كرة القدم ليست أكثر الرياضات شعبية من حيث عدد المشاهدين، إذ تقع خلف هوكي الجليد -والتي تتمتع بقدر كبير من الشعبية في البلاد- في التصنيف. تفوق كرة القدم هوكي الجليد في عدد اللاعبين المسجلين (115,000 مقابل 60,000)، وبتعدادها هوايةً شعبية (160,000 مقابل 90,000 عند الرجال و230,000 مقابل 105,000 عند الشباب). تُعد كرة القدم الهواية الأكثر شعبية بين الأطفال الذين تتراوح أعمارهم بين 3 و18 عامًا. تقبع هوكي الجليد في المركز التاسع في التصنيف. تتزايد شعبية كرة القدم باستمرار، إذ كان معدل النمو السنوي في الآونة الأخيرة أكثر من 10%. كان 19.9% من اللاعبين المسجلين في موسم 2006-2007 من الإناث. يضم اتحاد كرة القدم الفنلندي ما يقرب من ألف نادي عضو. وفقًا لاستطلاع أجرته مؤسسة غالوب، فإن ما يقرب من 400,000 شخص يضعون كرة القدم ضمن هواياتهم.

### سباق عربات الأحصنة
يتميز سباق عربات الأحصنة في فنلندا باستخدام سلالة الأحصنة ذوات الدم البارد من الحصان الفنلندي مثل ستاندربريد جنبًا إلى جنب مع العربات الحديثة الخفيفة. في ظل غياب ثقافة سباق الخيل، تُعد رياضة سباق عربات الأحصنة هي رياضة الفروسية الرئيسية في فنلندا مع استخدام خيول مخصصة حصريًا لهذه السباقات.
كان سباق العودة من الكنيسة تقليدًا مميزًا قبل وقت طويل من تنظيم أول سباق رسمي في عام 1817. بدأ السباق الحديث في الستينيات، عندما سُمح لسلالات الأحصنة الخفيفة بدخول الرياضة واكتسب نظام المراهنة المتعددة (المراهنة على أكثر من خيار واحد) موطئ قدم له. ما يزال سباق عربات الأحصنة شائعًا حتى الآن، إذ تجمع الأحداث الرئيسية عشرات الآلاف من المشاهدين في البلاد التي يبلغ عدد سكانها 5 ملايين نسمة.

### هوكي الجليد
تُعد هوكي الجليد الرياضة الأكثر شعبية في فنلندا. يبلغ معدل حضور الجمهور في دوري هوكي الجليد الفنلندي 4850 شخصًا للمباراة. شاهد 69% من الفنلنديين نهائي بطولة العالم لهوكي الجليد 2016 بين فنلندا وكندا على قناة (إم-تي-فّي 3) التلفزيونية. فاز المنتخب الوطني الفنلندي ببطولة العالم ثلاث مرات: في عام 1995، و2011 و2019، وتعتبر فنلندا عضوًا فيما يسمى «الستة الكبار» وهي المجموعة غير الرسمية لأقوى ست دول في لعبة هوكي الجليد للرجال والتي تضم كندا والتشيك وروسيا والسويد والولايات المتحدة. يوجد بعض اللاعبين الفنلنديين البارزين مثل تيمو سيلان وياري كوري وجيري ليتينين وتيبو نومينين وتوكا راسك والإخوة ساكو وميكو كويفو. استضافت فنلندا بطولة العالم لهوكي الجليد للرجال في 1965 و1974 و1982 و1991 و1997 و2003 وبالتشارك مع السويد في 2012-2013 وستستضيفها مرة أخرى في عام 2022.

### رياضة المحركات الآلية
اشتهرت رياضة المحركات الآلية في فنلندا في الخمسينيات من القرن الماضي مع تنظيم مسابقات كبيرة. بدأ سائقو الرالي الفنلنديون مثل رونو آلتونين وتيمو ماكينين وبولي تويفونين بالهيمنة على الأحداث الدولية في الستينيات من القرن الماضي، واستمروا على هذا المنوال منذ ذلك الحين، ما جعل فنلندا الدولة الأكثر نجاحًا في بطولة العالم للراليات. فاز كل من جوها كانكونن وتومي ماكينن بالبطولة العالمية أربع مرات خلال مسيرتهما، وفاز ماركوس غرونهولم باللقب مرتين في عامي 2000 و2002. يحضر حدث (دبليو-آر-سي) في فنلندا (رالي فنلندا) 500,000 متفرج كل عام.
تشكل الفورمولا 1 الشكل الأكثر شعبية بين رياضات السيارات حاليًا. حظي فريق إف1 بشعبية جارفة في فنلندا في الثمانينات من القرن الماضي بسبب كيكي روزبرغ الذي أصبح في عام 1982 أول فنلندي يفوز ببطولة الفورمولا 1 في العالم. وصلت الشعبية إلى ذروتها عندما فاز ميكا هاكينن بالبطولة مرتين في عامي 1998 و1999. كان كيمي رايكونن -بطل 2007- واحدًا من بين اثنين من السائقين الفنلنديين الحاليين في الفورمولا 1. منذ عام 2013، شارك فالتيري بوتاس مع فرق ويليامز إف ون ومرسيدس.
تشتمل الأشكال الأخرى لرياضة السيارات في فنلندا على سباق الجائزة الكبرى للدراجات النارية (غراند بريكس) الذي وصلت شعبيته إلى ذروتها في أوائل سبعينيات القرن الماضي قبل وفاة يارنو سارينن. في إندورو، جذب فوز كل من كاري تيانن وجوها سالمينن ببطولة إندورو تغطية إعلامية مميزة في وطنهما الأم.